# Simois

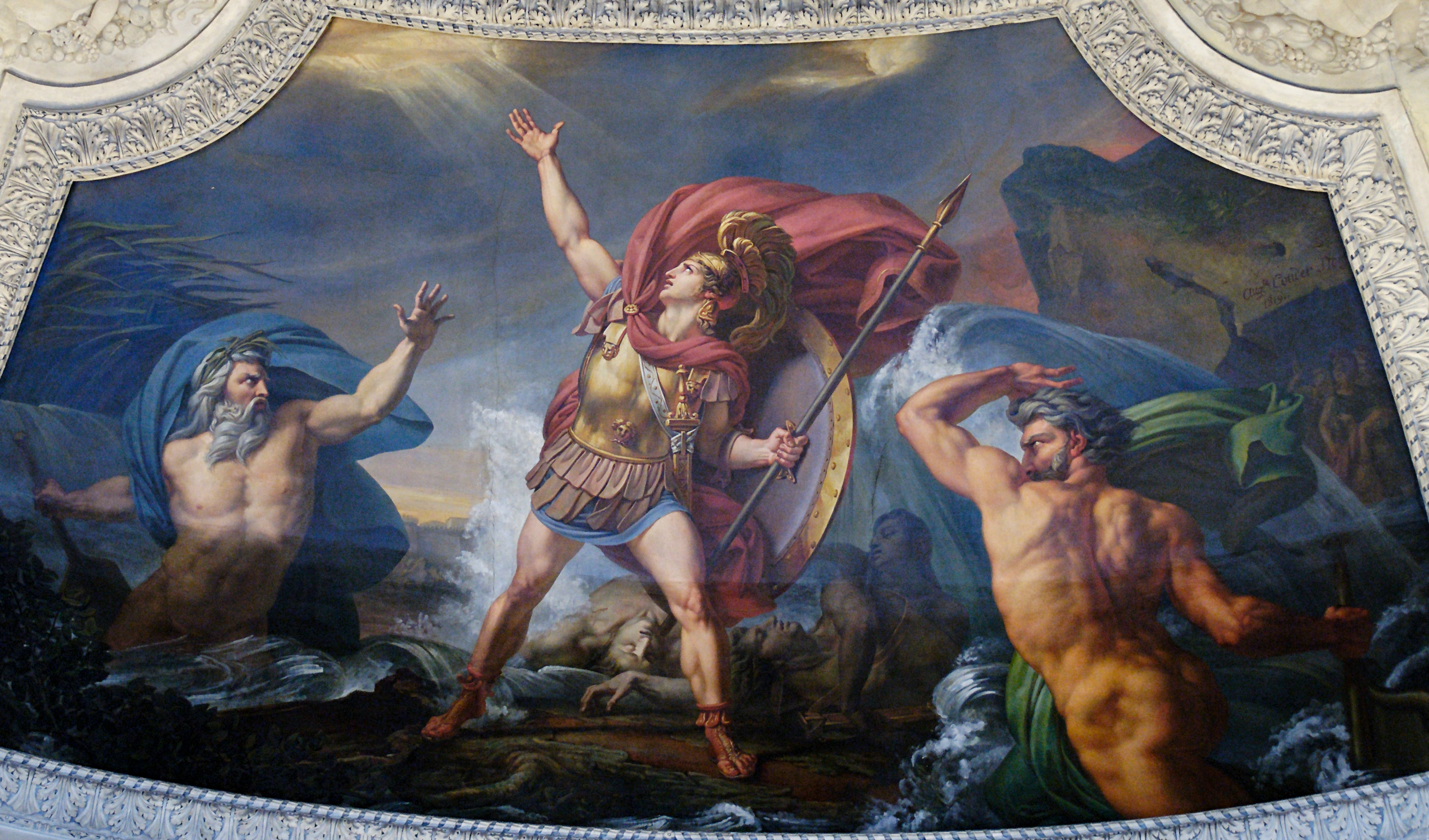
Aquiles luchando contra el Escamandro y el Simois, 1819, Auguste Couder.

Simois, Simoente o Simunte (en griego Σιμόεις, Simóeis; en latín Simǒis, -entis) era el nombre dado en la antigua Grecia al actual río Dümruk Su de Turquía, situado en la región de la Tróade, cerca del estrecho del Helesponto. 
Homero lo menciona varias veces en la Ilíada, diciendo que el Simois es un afluente del río Escamandro, y que tiene su fuente en el monte Ida. Cuando los dioses tomaron partido en la guerra de Troya, el río Simois apoyó a los troyanos. Escamandro, otro río que también apoyaba a los troyanos, pidió ayuda a Simois en su batalla contra Aquiles: 

«¡Hermano querido! Juntémonos para contener la fuerza de ese hombre, [...]. Ven al momento en mi auxilio: aumenta tu caudal con el agua de las fuentes, concita a todos los arroyos, levanta grandes olas y arrastra con estrépito troncos y piedras, para que anonademos a este feroz guerrero que ahora triunfa y piensa en hazañas propias de los dioses».
Homero: Ilíada (trad. Luis Segalá y Estalella), XXI, 308-15.

Hesíodo nos dice que el divino Simois es uno de los tres mil ríos que descienden de Océano y Tetis. Tuvo al menos dos hijas, aunque nunca se le adjudica una consorte. Una de ellas, Hieromneme, se desposó con Asáraco y fue madre de Capis. De Capis nació Anquises, con quien yació Afrodita por deseo amoroso y engendró a Eneas. La otra hija de Simois fue Astíoque. Dicen que Erictonio, al heredar el reino, se desposó con ella y de ambos nació Tros. Cuando este ocupó el trono, dio su nombre a toda la región de Troya.
Eurípides, en un coro de su tragedia Ifigenia en Áulide, utiliza el nombre del río Simois como equivalente poético de toda la región de Troya.
Virgilio también menciona al Simois en su poema épico Eneida, como el lugar donde Eneas arrebató al dárdano Demóleo una pesada loriga adornada de oro.
Este río aparece también en el poema Le Cygne, de Charles Baudelaire.